# Cariberto I
Cariberto I (ca. 517 — Novembro ou Dezembro de 567) foi rei franco de Paris, da dinastia merovíngia, o segundo mais velho dos filhos de Clotário I e Ingunda. Seu irmão mais velho era Gontário, que morreu antes do pai.
Com a morte de Clotário em 561, o seu reino foi dividido entre seus filhos numa nova configuração. Cariberto recebeu como reino a região entre os rios Somme e Loire, com Paris como sua capital; Ruão e Tours, com a Aquitânia e a Novempopulânia ao sul, com as cidades de Poitiers, Limoges, Bordéus, Tolosa, Cahors e Albi. Seu irmão Gontrão recebeu a Borgonha; o outro irmão, Sigeberto, recebeu a Austrásia (inclusive Reims) tendo como capital Metz (a região compreendia aproximadamente o reino de Teodebaldo, sobrinho-neto de Clotário); o mais jovem dos irmãos, Quilperico recebeu Soissons.
Apesar da eleição de bispos nos territórios merovíngios fossem sujeitas a manipulação e veto pelo rei, uma vez consagrados, os bispos detinham o controle dentro das cidades, embora não firmemente em todas como em Tours, onde o bispo Gregório, invocando a ira de Saint Martin, era capaz de retirar uma promessa de coroação jurada por Cariberto:
que ele não afligiria o povo com novas leis e costumes, mas manteria apenas aquelas sob as quais ele havia previamente vivido na época de seu pai, com a promessa que não imporia sobre o povo qualquer nova lei que resultasse em perdas para o povo.
Além de sua esposa, Ingoberga, com quem ele teve uma filha, Bertha (ou Aldeberge) (539 - c. 612), ele teve uniões com Merofleda (com quem teve Clothilde que tornou-se religiosa  contra seu gosto em Sainte-Croix de Poitiers e em 589, encabeçou uma revolta contra sua abadessa), filha de um cardador de lã, e com sua irmã (precipitando sua excomunhão, a primeira de um rei merovíngio); com Teodogilda, filha de um criador de vacas. Cariberto já quase não era rei de Paris quando ele casou sua filha Bertha com Etelberto, o rei pagão de Kent, que provavelmente chegou ao trono por volta de 590. Ela tomou o bispo Liudhard como seu confessor privado. De acordo com Beda, a supremacia de Etelberto em 597 se estendia sobre todos os pequenos reinos ingleses até o estuário Humber; sendo isso um exagero ou não, era de qualquer modo sufuciente para garantir a segurança de Agostinho de Cantuária quando em 597 sua missão aportou na ilha de Thanet. A missão cristã foi recebida inicialmente com alguma hesitação pelo rei, que deu a Agostinho uma residência em Cantebury, e a conversão cristã, primeiro de Kent, depois dos outros reinos anglo-saxões, graças à filha de Cariberto.
Apesar de Cariberto ser convincente e instruído na lei, ele era um dos mais libertinos dos reis merovíngios, e morreu precocemente em 567, sob banimento por excomunhão, causado por seus excessos. Foi sepultado na abadia de São Vicente (depois Saint-Germain-des-Prés), então fora dos muros de Paris. Com sua morte seus irmãos Gontrão, Sigeberto I e Quilperico I dividiram seu reino, concordando em manter Paris como cidade comum. Sua rainha sobrevivente, Teodequilda, propôs casar-se com Gontrão, apesar de um conselho criado em Paris recentemente em 557 ter declarado tal tradição como incestuosa. Gontrão decidiu hospedá-la com mais segurança, embora contra sua vontade, em um convento em Arles.
A principal fonte da vida de Cariberto é a Historia Francorum de Gregório de Tours e a perspectiva inglesa de Beda Historia ecclesiastica gentis Anglorum (História Eclesiástica do Povo Inglês).

## Pais
♂ Clotário I (◊ c. 498 † 561)
♀ Ingunda da Turíngia (◊ c. 500 † 538)

## Casamentos e filhos
- com Ingoberga (◊ ? † ?)

1. ?: morreu ainda criança
2. ♀ Berta (◊ 550 † ?), casada com Etelberto de Kent[3]
3. Cariberto de Hesbaye (555-636)[4]

- com Merofleda (◊ ? † ?), filha de um produtor de lã

1. ♀ Bertefleda[3]
2. ♀ Clotilda[3]

- com Marcovefa (◊ ? † c. 570), irmã de Merofleda.
- com Teodequilda (◊ ? † ?), falecida no monastério de Arles

1. ♀ ? morreu jovem